# Bahia
Bahia je jedna od država u Brazilu, nalazi se na sjeveroistoku, uz Atlantski ocean. Ime je dobila po arhaičnoj portugalskoj riječi koja znači zaljev. Prvobitni naziv je bio a baía de Todos os Santos, odnosno Zaljev Svih Svetih, jer je zaljev otkriven 1. studenog 1501. godine, na katolički praznik Svi Sveti.

## Povijest
Pošto su portugalski moreplovci, ovu zemlju proglasili portugalskim područjem, nastao je i današnji glavni grad, Salvador na brežuljku koji nadvisuje zaljev Svih Svetih. Ovaj grad i ova regija je bila središnja portugalska regija i u trgovačkom i u administrativnom smislu, za sve portugalske kolonije u Amerikama, sljedećih 200 godina. Nakratko (1624 - 1625), ovim područjem su zavladali i Nizozemci. 1832. Bahiju je posjetio i Charles Darwin.
Bahia je bila posljednja država koja se priključila nezavisnoj konfederaciji Brazila, jer su pojedini članovi elite ove države i dalje bili lojalni portugalskoj kruni i po proglašenju nezavisnosti. Nezavisnost je proglašena 2. srpnja 1823. godine, što se i danas u Bahiji slavi kao Dan nezavisnosti Bahije. Skoro svi stanovnici Bahije, drže do toga da je ovo i stvarni dan nezavisnosti čitavog Brazila, a ne 7. rujan, kada je Imperator Pedro Prvi, proglasio nezavisnost.
Još od 16-og stoljeća Bahia je postala centar uzgoja šećera, od kada, zavhaljujući tome, nastaju mnogi gradovi u ovoj državi. Kako su od važnog značaja za plantaže šećera bili robovi, više od 37% svih robova iz Afrike je poslano u Brazil, a najveći broj ovih robova, je korišten za plantaže u Bahiji.

## Zemljopis
Država je geografski podijeljena na sljedeće regije:
- Mata Atlântica - atlantski obalski pojas,
- Recôncavo - pojas oko zaljeva Svih Svetih, područje u kojoj se nalaze plantaže šećera i duhana,
- Planalto - koji predstavlja unutrašnjost Bahije i uključuje dijelove sertão područja, koja se proteže i kroz druge države sjeverozapadnog Brazila i predstavlja prilično ogoljena područja.

Rijeka São Francisco, druga po veličini u Brazilu, izvire u državi Minas Gerais, putujući sjeverno, prolazi kroz čitavu planalto regiju Bahije, i na sjeveru čini granicu između Bahije i Pernambucoa.

## Gospodarstvo
Bahia je danas glavni proizvođač i izvoznik kakaa u Brazilu. Osim poljoprivrede, koja je ovdje na visokom nivou, država posjeduje i velike rezerve ruda i nafte, pa je tako i industrija prilično razvijena. Turizam, kao gospodarska aktivnost je također veoma razvijena u Bahiji, zbog obalnog pojasa s prelijepim plažama i brojnih brazilskih karnevala.

## Općine (municípios)
Država Bahia sastoji se od 415 općina: Abaíra; Abaré; Acajutiba; Adustina; Água Fria; Aiquara; Alagoinhas; Alcobaça; Almadina; Amargosa; Amélia Rodrigues; América Dourada; Anagé; Andaraí; Andorinha; Angical; Anguera; Antas; Antônio Cardoso; Antônio Gonçalves; Aporá; Apuarema; Araças; Aracatu; Araci; Aramari; Arataca; Aratuípe; Aurelino Leal; Baianópolis; Baixa Grande; Banzaê; Barra; Barra da Estiva; Barra da Choça; Barra do Mendes; Barra do Rocha; Barreiras; Barro Alto; Belmonte; Belo Campo; Biritinga; Boa Nova; Boa Vista do Tupim; Bom Jesus da Lapa; Bom Jesus da Serra; Boninal; Bonito; Boquira; Botuporã; Brejões; Brejolândia; Brotas de Macaúbas; Brumado; Buerarema; Buritirama; Caatiba; Cabaceiras do Paraguaçu; Cachoeira; Caculé; Caém; Caetanos; Caetité; Cafarnaum; Cairu; Caldeirão Grande; Camacan; Camaçari; Camamu; Campo Alegre de Lourdes; Campo Formoso; Canápolis; Canarana; Canavieiras; Candeal; Candeias; Candiba; Cândido Sales; Cansanção; Canudos; Capela do Alto Alegre; Capim Grosso; Caraíbas; Caravelas; Cardeal da Silva; Carinhanha; Casa Nova; Castro Alves; Catolândia; Catu; Caturama; Central; Chorrochó; Cícero Dantas; Cipó; Coaraci; Cocos; Conceição da Feira; Conceição do Almeida; Conceição do Coité; Conceição do Jacuípe; Conde; Condeúba; Contendas do Sincorá; Coração de Maria; Cordeiros; Coribe; Coronel João Sá; Correntina; Cotegipe; Cravolândia; Crisópolis; Cristópolis; Cruz das Almas; Curaçá; Dário Meira; Dias d’Ávila; Dom Basílio; Dom Macedo Costa; Elísio Medrado; Encruzilhada; Entre Rios; ￲ico Cardoso; Esplanada; Euclides da Cunha; Eunápolis; Fátima; Feira da Mata; Feira de Santana; Filadélfia; Firmino Alves; Floresta Azul; Formosa do Rio Preto; Gandu; Gavião; Gentio do Ouro; Glória; Gongogi; Governador Lomanto Júnior; Governador Mangabeira; Guajeru; Guanambi; Guaratinga; Heliópolis; Iaçu; Ibiassucê; Ibicaraí; Ibicoara; Ibicuí; Ibipeba; Ibipitanga; Ibiquera; Ibirapitanga; Ibirapuã; Ibirataia; Ibitiara; Ibititá; Ibotirama; Ichu; Igaporã; Igrapiúna; Iguaí; Ilhéus; Inhambupe; Ipecaetá; Ipiaú; Ipirá; Ipupiara; Irajuba; Iramaia; Iraquara; Irará; Irecê; Itabela; Itaberaba; Itabuna; Itacaré; Itaeté; Itagi; Itagibá; Itagimirim; Itaguaçu da Bahia; Itaju do Colônia; Itajuípe; Itamaraju; Itamari; Itambé; Itanagra; Itanhém; Itaparica; Itapé; Itapebi; Itapetinga; Itapicuru; Itapitanga; Itaquara; Itarantim; Itatim; Itiruçu; Itiúba; Itororó; Ituaçu; Ituberá; Iuiú; Jaborandi; Jacaraci; Jacobina; Jaguaquara; Jaguarari; Jaguaripe; Jandaíra; Jequié; Jeremoabo; Jiquiriçá; Jitaúna; João Dourado; Juazeiro; Jucuruçu; Jussara; Jussari; Jussiape; Lafaiete Coutinho; Lagoa Real; Laje; Lajedão; Lajedinho; Lajedo do Tabocal; Lamarão; Lapão; Lauro de Freitas; Lençóis; Licínio de Almeida; Livramento de Nossa; Senhora; Macajuba; Macarani; Macaúbas; Macururé; Madre de Deus; Maetinga; Maiquinique; Mairi; Malhada; Malhada de Pedras; Manoel Vitorino; Mansidão; Maracás; Maragogipe; Maraú; Marcionílio Souza; Mascote; Mata de São João; Matina; Medeiros Neto; Miguel Calmon; Milagres; Mirangaba; Mirante; Monte Santo; Morpará; Morro do Chapéu; Mortugaba; Mucugê; Mucuri; Mulungu do Morro; Mundo Novo; Muniz Ferreira; Muquém de São Francisco; Muritiba; Mutuípe; Nazaré; Nilo Peçanha; Nordestina; Nova Canaã; Nova Fátima; Nova Ibiá; Nova Itarana; Nova Redenção; Nova Soure; Nova Viçosa; Novo Horizonte; Novo Triunfo; Olindina; Oliveira dos Brejinhos; Ouriçangas; Ourolândia; Palmas de Monte Alto; Palmeiras; Paramirim; Paratinga; Paripiranga; Pau Brasil; Paulo Afonso; Pé de Serra; Pedrão; Pedro Alexandre; Piatã; Pilão Arcado; Pindaí; Pindobaçu; Pintadas; Piraí do Norte; Piripá; Piritiba; Planaltino; Planalto; Poções; Pojuca; Ponto Novo; Porto Seguro; Potiraguá; Prado; Presidente Dutra; Presidente Jânio Quadros; Presidente Tancredo Neves; Queimadas; Quijingue; Quixabeira; Rafael Jambeiro; Remanso; Retirolândia; Riachão das Neves; Riachão do Jacuípe; Riacho de Santana; Ribeira do Amparo; Ribeira do Pombal; Ribeirão do Largo; Rio de Contas; Rio do Antônio; Rio do Pires; Rio Real; Rodelas; Ruy Barbosa; Salinas da Margarida; Salvador; Santa Bárbara; Santa Brígida; Santa Cruz Cabrália; Santa Cruz da Vitória; Santa Inês; Santa Luzia; Santa Maria da Vitória; Santa Rita de Cássia; Santa Teresinha; Santaluz; Santana; Santanópolis; Santo Amaro; Santo Antônio de Jesus; Santo Estêvão; São Desidério; São Domingos; São Felipe; São Félix; São Félix do Coribe; São Francisco do Conde; São Gabriel; São Gonçalo dos Campos; São José da Vitória; São José do Jacuípe; São Miguel das Matas; São Sebastião do Passé; Sapeaçu; Sátiro Dias; Saubara; Saúde; Seabra; Sebastião Laranjeiras; Senhor do Bonfim; Sento Sé; Serra do Ramalho; Serra Dourada; Serra Preta; Serrinha; Serrolândia; Simões Filho; Sítio do Mato; Sítio do Quinto; Sobradinho; Souto Soares; Tabocas do Brejo Velho; Tanhaçu; Tanque Novo; Tanquinho; Taperoá; Tapiramutá; Teixeira de Freitas; Teodoro Sampaio; Teofilândia; Teolândia; Terra Nova; Tremedal; Tucano; Uauá; Ubaíra; Ubaitaba; Ubatã; Uibaí; Umburanas; Una; Urandi; Uruçuca; Utinga; Valença; Valente; Várzea da Roça; Várzea do Poço; Várzea Nova; Varzedo; Vera Cruz; Vereda; Vitória da Conquista; Wagner; Wanderley; Wenceslau Guimarães; Xique-Xique.

## Kultura
Kao glavna destinacija afričkih robova, Bahia nosi najizražajniji pečat Afričke kulture u Brazilu. Ovo podrazumjeva, religiju Candomblé, nastalu od afričke Yoruba religije, borilačku vještinu capoeira, razne glazbene pravce nastale od afričke glazbe kao što su samba, afoxé, axé i na kraju i kuhinju koja je čvrsto vezana za kulinarstvo zapadne Afrike.
U Bahiji su se rodili mnogi brazilski umjetnici, pisci i glazbenici. Među njima su svakako najpoznatiji osnivači glazbenog pokreta Tropicália (brazilski hipi glazbeni pokret iz 60-ih i 70-ih godina 20-og stoljeća), Gilberto Gil i Caetano Veloso, nove snage axé glazbe Daniela Mercury i Ivete Sangalo. Grad Salvador, ali i ostali gradovi u Bahiji su dom blocos-afros grupa.
Jedan od najvećih brazilskih pjesnika, Castro Alves, tvorac poeme Navio negreiro, koja se smatra remek-djelom brazilskog romantizma je bahianac. Bahia, sa svojim piscima je bila izvorište portugalskog jezika i najviše je sudjelovala u širenju portugalskog po ostalim brazilskim teritorijima. Među suvremenim piscima iz Bahije, najpoznatiji su Jorge Amado i João Ubaldo Ribeiro.

## Domorodačka plemena
Kao i u cijelom Brazilu, i u Bahiji se nalaze domorodačka plemena. Na južnom dijelu atlantske obale i u unutrašnjosti države, nalazi se pleme Pataxó, dok se na sjeveru Bahije, uz rijeku São Francisco nalazi pleme Tuxá.
Popis plemena:
Aimoré, Akroá, Amoipira, Arikosé (Aricobé), Baenã, Botocudo, Caimbé (Kaimbé), Gerén (Gueren), Huamói (Atikum), Imboré, Kamakan, Kamarú-Kariri (Camuru), Kanarín, Kantaruré, Kariri, Katrimbí (Catrimbi, Katembri), Kipeá (Kiriri), Krekmún, Manaxó, Maniân, Maraká, Masakará, Maxakali, Monoxó, Nokg-Nokg, Okrên, Orizes, Pankararé, Pankararu, Pankaru, Papaná, Pataxó, Pataxó Hãhãhãe, Payayá, Periá, Pontá, Rodelas, Sacracrinhas, Sapuya (Sabuja), Tobajara, Topín, Tukanusú, Tupiná, Tupinambá, Tupinikin, Tuxá, Xakriabá.

## Vanjske poveznice
- Službene stranice (portugalski)
- Salvador
- zemljopis Brazila
- Porto Seguro